# 101 usmíření
101 usmíření (v anglickém originále 101 Mitigations) je 15. díl 30. řady (celkem 654.) amerického animovaného seriálu Simpsonovi. Scénář napsali Brian Kelley a Dan Vebber a díl režíroval Mark Kirkland. V USA měl premiéru dne 3. března 2019 na stanici Fox Broadcasting Company a v Česku byl poprvé vysílán 13. května 2019 na stanici Prima Cool.

## Děj
Homer s dětmi navštíví restauraci Gilded Truffle, zatímco Marge je na švédské masáži. Po opuštění restaurace Homer obdrží klíče od veterána, který není jeho. Homer neváhá a autem se s dětmi projede. Společně si jízdu užívají a po navrácení auta původnímu majiteli, Komiksákovi, se pohádají kvůli údajné krádeži auta a zničení vzácného starého výtisku komiksu Radioactive Man. Komiksák Homerovi oznámí, že ho obžaluje u soudu. Po soudu, který ho označí za vinného, má dvoutýdenní lhůtu na soudní slyšení. Mezitím se Marge snaží s Komiksákem domluvit, aby žalobu stáhl, ale Komiksák neustoupí. Líza navrhne, že by Homer mohl natočit omluvné video, a tím se zachránit před soudem. Líza uvádí, že panu Burnsovi byl snížen trest za omluvné video. Homer tedy omluvné video natočí a Marge ho upraví, ale Margina úprava se Homerovi nelíbí. Líza navrhne, aby děti natočily s mazlíčky video. Soudce ale rozhodne, že rozsudek sdělí následující den. Homer se rozhodne, že Komiksákovi koupí starý výtisk Radioactive Mana a pokusí se ho přesvědčit, aby stáhl žalobu. Komiksák se rozhodne, že mu neodpustí. Komiksák Homerovi zničí jeho klíčenku, kterou dostal od otce Abrahama, a odpustí mu. Stanou se svými nejlepšími kamarády. 

## Přijetí
101 usmíření dosáhlo ratingu 0,8 s podílem 4 a sledovalo ho 2,25 milionu diváků, čímž se Simpsonovi stali nejsledovanějším pořadem večera na stanici Fox.
Tony Sokol z Den of Geek udělil dílu 4 hvězdičky z 5 a uvedl: „Co jsme se z této epizody dozvěděli? Určitě ne zamýšlené ponaučení, že chvíle čiré radosti mají vždycky následky, to, že němčina je pozemský jazyk nejbližší klingonštině. Díl je vtipný a objevný, i když ne vždy se při něm zvedá žaludek. 101 usmíření obsahuje dobrou směs chytrého a hloupého, s morálním kompasem nastaveným na tempomat.“.
Dennis Perkins z The A.V. Clubu udělil epizodě známku C+ a uvedl: „To, že Homer konečně pochopí bolest, kterou jeho bláznivé týdenní nesmysly způsobují jinému člověku, by mohl být dramaticky nabitý moment. Ale díl to zamlžuje. Svižná stopáž – zkrácená spíše del Torovým časově náročným, ale pozornost poutajícím cameem – nechává sblížení Homera a CBG neuspokojivě viset, zastavené na vtipu, že Homer považuje CBG pozvání na Comic-Conu za sotva lepší než vězení. Simpsonovi mají prostor pro smysluplnou dekonstrukci typických chybných chování svých postav. Je škoda, že 101 usmíření takový prostor nemá.“.